# فشنگ مشقی

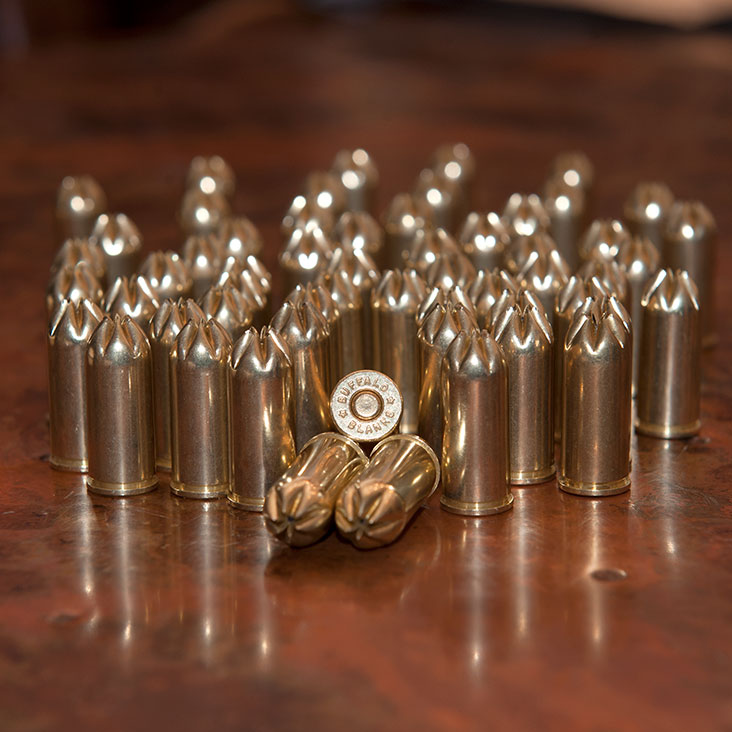

فشنگ گازی (یا مشقی) (به انگلیسی: Blank cartridge) به گونه‌ای از فشنگ گفته می‌شود که دارای مرمی نیست و به‌جای آن دارای سر جمع شده‌است. از فشنگ گازی در مانورها و آموزش استفاده می‌شود. کاربرد دیگر فشنگ گازی شلیک نارنجک تفنگی است.

## کاربرد غیرنظامی
از این گونهٔ فشنگ در تپانچه مشقی شکاری به منظور فراری دادن پرندگان استفاده می‌شود. همچنین در بعضی از ابزارها مثل تفنگ میخکوب از فشنگ گازی کالیبر ۰٫۲۲ جهت پرتاب میخ در کارهای ساختمانی و یا در صنعت استفاده می‌شود.